# Детский детектив (книжная серия)
«Детский детектив» — получившая широкую известность серия детективных и приключенческих книг для подростков издательства «Совершенно секретно», выпускавшаяся с 1992 по 1998 год. Книги серии, благодаря хорошему спросу, издавались высокими для России 1990-х годов тиражами (до 200 тыс. экземпляров), при этом полный комплект книг «Детский детектив» имеет букинистическую ценность.
Востребованность серии была обусловлена тем, что она впервые на территории бывшего СССР представила массовому читателю циклы произведений жанра «детектив для подростков», популярные в западных странах с 50-х годов XX века.
В период 1992—1995 годах под серийной маркой «Детский детектив» публиковались переводы наиболее известных западных авторов, работавших в данном направлении — цикл «Альфред Хичкок и Три Сыщика», книги Энид Блайтон, Кэролайн Кин, Франклина У. Диксона, Жоржа Байяра, составившие основной корпус серии; были также представлены отдельные произведения Марка Твена, Астрид Линдгрен, Буало-Нарсежака.
Выпуски последних трёх лет издания в значительной степени представлены малоизвестными авторами, в том числе восточноевропейскими и российскими.
В выходных данных первой выпущенной книги серии «Альфред Хичкок и Три Сыщика» — «Тайна попугая-заики и другие истории», а также нескольких других томов серии выпуска 1992—1993 годов указано издательство «Московская штаб-квартира международной ассоциации детективного и политического романа» — тем не менее, серийное оформление идентично книгам издательства «Совершенно секретно», в серийных списках которого эти издания в дальнейшем указывались.

## Схожие серии
Популярность «Детского детектива» породила ряд изданий тех же литературных циклов другими российскими издательствами.
Наиболее известной стала одноимённая серия «Детский детектив. Чёрный котенок»  издательства «Эксмо», большую часть которой составили книги малоизвестных отечественных авторов, пишущих специально для публикации в рамках серии — что крайне негативно отразилось на литературном качестве серийной номенклатуры.

## Достоинства и недостатки
К достоинствам серии «Детский детектив» можно отнести:
1. Приемлемый (в рамках жанра) литературный уровень большинства произведений.
2. Хорошее качество иллюстративного материала.

Недостатки:
1. Низкая художественная ценность ряда поздних выпусков.
2. Неравномерный типографский уровень, выражающийся в низком качестве бумаги (приводящем к её быстрому пожелтению) и наличии опечаток в некоторых томах серии.
3. Рассказы в сериях представлены не в хронологическом порядке, записанном авторами.

## Полный список книг серии «Детский детектив» издательства «Совершенно секретно»
Книги авторов Западной Европы и США:
| №                                             | Название книги |
| «Альфред Хичкок и Три Сыщика»                 | «Альфред Хичкок и Три Сыщика» |
| --------------------------------------------- | --- |
| 1                                             | Тайна попугая-заики и другие истории: Тайна пса-невидимки Тайна попугая-заики Тайна зеркала гоблинов: Тайна зеркала гоблинов Тайна горы чудовищ Переиздано в 1993 году отдельными книгами |
| 2                                             | Тайна замка ужасов: Тайна замка ужасов Тайна кричащего будильника Тайна мертвеца Переиздано в 1993 году в новой обложке                                                                   |
| 3                                             | Тайна шепчущей мумии: Тайна хохочущей тени Тайна шепчущей мумии Тайна плачущего гроба |
| 4                                             | Тайна «Огненного глаза»: Тайна зеленого призрака Тайна «Огненного глаза» |
| 5                                             | Тайна серебряного паука: Тайна серебряного паука Тайна озера призраков |
| 6                                             | Тайна острова Скелетов: Тайна нервного льва Тайна острова Скелетов |
| 7                                             | Тайна поющей змеи: Тайна зигзага Тайна поющей змеи |
| 8                                             | Тайна горбатого кота: Тайна лошади без головы Тайна горбатого кота |
| 9                                             | Тайна говорящего черепа: Тайна пропавшего сокровища Тайна говорящего черепа |
| 10                                            | Тайна простуженного дракона: Тайна Долины стонов Тайна простуженного дракона |
| 11                                            | Тайна пляшущего дьявола: Тайна пылающих следов Тайна пляшущего дьявола |
| Энид Блайтон «Пятеро Тайноискателей и собака» | |
| 1                                             | Тайна пропавшего ожерелья: Тайна загадочных посланий Тайна пропавшего ожерелья Тайна коттеджа «Омела»                                                                                     |
| 2                                             | Тайна старинной башни: Тайна странного свертка Тайна коттеджа «Талли-Хо» Тайна старинной башни                                                                                            |
| 3                                             | Тайна вора-невидимки: Тайна секретной комнаты Тайна вора-невидимки Тайна подброшенных писем                                                                                               |
| 4                                             | Тайна исчезнувшего принца: Тайна кота из пантомимы Тайна исчезнувшего принца |
| 5                                             | Тайна пропавшей кошки: Тайна сгоревшего коттеджа Тайна пропавшей кошки |
| 6                                             | Тайна человека со шрамом: Тайна лесного дома Тайна человека со шрамом |
| «Великолепная пятёрка»                        | |
| 1                                             | Тайна бродячего цирка |
| 2                                             | Тайна запутанного следа |
| 3                                             | Тайна цыганского табора |
| 4                                             | Тайна золотых часов |
| 5                                             | Тайна светящейся горы |
| 6                                             | Тайна разрушенного замка |
| 7                                             | Тайна поезда-призрака |
| 8                                             | Тайна подводной пещеры |
| 9                                             | Тайна серебристого лимузина |
| 10                                            | Тайна Совиного холма |
| «Четверо друзей и попугай Кики»               | |
| 1                                             | Тайна мёртвого острова |
| 2                                             | Тайна орлиного гнезда |
| 3                                             | Тайна долины сокровищ |
| 4                                             | Тайна голубой лагуны |
| 5                                             | Тайна подземного королевства |
| 6                                             | Тайна старой крепости |
| 7                                             | Тайна подземной реки |
| «Тайная семёрка»                              | |
| 1                                             | Тайна подзорной трубы |
| 2                                             | Тайна пустого дома |
| Кэролайн Кин «Нэнси Дру»                      | |
| 1                                             | Тайна фермы «Алые ворота»: Тайна ранчо «Тени» Тайна фермы «Алые ворота» Тайна летнего домика                                                                                              |
| 2                                             | Тайна 99 ступенек: Тайна загадочной лестницы Тайна 99 ступенек Тайна старых часов |
| 3                                             | Тайна сапфира с пауком: Тайна пропавшей карты Тайна сапфира с пауком |
| 4                                             | Тайна «Сиреневой гостиницы»: Тайна обезьяньей головоломки Тайна «Сиреневой гостиницы» |
| 5                                             | Тайна старого дуба: Тайна покосившейся трубы Тайна старого дуба |
| 6                                             | Тайна аллеи дельфиниумов: Тайна старого дилижанса Тайна аллеи дельфиниумов |
| 7                                             | Тайна павлиньих перьев: Тайна чёрных ключей Тайна павлиньих перьев |
| 8                                             | Тайна персидских кошек: Тайна светящегося глаза Тайна персидских кошек |
| 9                                             | Тайна старых часов Тайна лестницы призрака |
| 10                                            | Нэнси Дру 1: Тайна балета «Щелкунчик» Загадка старинного сундука |
| 11                                            | Нэнси Дру 2: Преступление при дворе королевы Тайна, которую хранило море |
| 12                                            | Нэнси Дру 3: Тайна тибетского сокровища Тайна курорта «Солэр» |
| 13                                            | Нэнси Дру 4: Тайна всадника в маске Дело о художественном преступлении |
| 14                                            | Нэнси Дру 5: Легенда горного ручья Рассказы о привидениях |
| 15                                            | Нэнси Дру 6: Призрак в Венеции Загадочная фотография |
| 16                                            | Нэнси Дру 7: Ужасное происшествие в особняке Фенли Тайна долины теней |
| 17                                            | Нэнси Дру 8: Месть шута Происшествие на озере Тахо |
| 18                                            | Нэнси Дру 9: Тайна подвенечной вуали Ловушка для звёзд |
| 19                                            | Нэнси Дру 10: Тайна туманного каньона Тайна фамильного портрета |
| Франклин У. Диксон «Братья Харди»             | |
| 1                                             | Тайна форта с привидениями: Тайна домика на утесе Тайна форта с привидениями Тайна комнаты без пола                                                                                       |
| 2                                             | Тайна спирального моста: Тайна старой мельницы Тайна спирального моста |
| 3                                             | Тайна китайской джонки: Тайна «летающего экспресса» Тайна китайской джонки |
| 4                                             | Тайна секретной двери: Тайна похищенных чучел Тайна секретной двери |
| 5                                             | Пока идут часы: Секретный агент летит рейсом №101 Пока идут часы |
| 6                                             | Тайна расколотого шлема: Тайна заброшенного туннеля Тайна расколотого шлема |
| 7                                             | Тайна странного завещания: Тайна похищенного астронавта Тайна странного завещания |
| 8                                             | Тайна знака кита: Тайна гиганта пустыни Тайна знака кита |
| 9                                             | Тайна совиного крика: Тайна пепельных пирамидок Тайна совиного крика |
| 10                                            | Братья Харди 1: Крутые повороты Саботаж на Олимпиаде |
| 11                                            | Братья Харди 2: Опасность в «Четвёртом измерении» Предатели рок-н-ролла |
| 12                                            | Братья Харди 3: Дело о «левых» кроссовках Задача — уничтожить |
| 13                                            | Братья Харди 4: Дело о космическом похищении Тайна каньона шакалов |
| 14                                            | Братья Харди 5: Афера с бейсбольными открытками Рассказы о привидениях |
| 15                                            | Братья Харди 6: Тайна «Серебряной звезды» Тайна Ревущей реки |
| 16                                            | Братья Харди 7: Конец короля компьютеров Смерть на кончике биты |
| 17                                            | Братья Харди 8: Убийцы в чёрном Тайна магазина игрушек |
| 18                                            | Братья Харди 9: Тайна змеиного зуба Тайна острова Макатунк |
| 19                                            | Братья Харди 10: Взрыв на телестудии Тайна виллы Домбрэ |
| Жорж Байяр                                    | |
| 1                                             | Мишель — мушкетёр: Мишель в «Хижине шерифа» Мишель — мушкетёр |
| 2                                             | Мишель и машина-призрак: Мишель и старинный фотоаппарат Мишель и машина-призрак |
| 3                                             | Мишель в Адской долине: Мишель и господин Икс Мишель в Адской долине |
| 4                                             | Необычайные каникулы Мишеля: Мишель — морской волк Необычайные каникулы Мишеля |
| 5                                             | Школа детективов: Мишель и загадочная «пантера» Школа детективов |
| 6                                             | Мишель и летающая тарелка: Мишель и затонувшее сокровище Мишель и летающая тарелка |
| 7                                             | Мишель у Чертова источника: Мишель и китайская ваза Мишель у Чертова источника |
| Поль-Жак Бонзон                               | |
| 1                                             | Тайна «Морского ежа»: Тайна похищенного пса Тайна «Морского ежа» |
| 2                                             | Тайна зелёного осла: Тайна старинного рояля Тайна зелёного осла |
| 3                                             | Тайна человека в перчатке: Тайна человека в перчатке Тайна Летучей бригады |
| 4                                             | Тайна шкатулки с драгоценностями: Тайна шкатулки с драгоценностями Тайна Лантского леса                                                                                                   |
| Буало-Нарсежак                                | |
| 1                                             | Тайна человека с кинжалом: Тайна лошади-призрака Тайна человека с кинжалом |
| 2                                             | Тайна невидимого убийцы: Тайна ядовитой мухи Тайна невидимого убийцы |
| Буало-Нарсежак, Жорж Байяр                    | |
| 1                                             | Тайна дуэльных пистолетов (Буало-Нарсежак) Тайна забытого клада (Байяр) |
| Кэтрин Кенни                                  | |
| 1                                             | Тайна лесного призрака |
| 2                                             | Тайна фальшивой банкноты |
| Альфред Вайденман                             | |
| 1                                             | Багажная квитанция № 666 |
| Энтони Джилберт                               | |
| 1                                             | «Не входи в эту дверь!» |
| Джулия Кемпбелл Тэтем                         | |
| 1                                             | Тайна зловещего родственника |
| Ханс Краузе, Рудольф Вайс                     | |
| 1                                             | Тайна пишущей машинки Тайна волшебного ящика |
| Крейг Райс                                    | |
| 1                                             | Розы миссис Черингтон |
| Марк Твен, Астрид Линдгрен                    | |
| 1                                             | Том Сойер — сыщик Калле Блюмквист — сыщик |
| Филлис Уитни, Фрэнк Бонам                     | |
| 1                                             | Тайна чаек Тайна красного прилива |
| Луиза Фоули                                   | |
| 1                                             | «Вор!» — сказал кот. «Кровь!» — сказал кот. «Яд!» — сказал кот |
| Йенс К. Хольм                                 | |
| 1                                             | Тайна лесного браконьера Тайна ночных вспышек Тайна пустующей дачи |

Книги авторов Восточной Европы и России:
| №                            | Название книги                                     |
| Адам Багдай                  | Адам Багдай                                        |
| ---------------------------- | -------------------------------------------------- |
| 1                            | Тайна замка с привидениями                         |
| 2                            | Тайна чёрного зонта                                |
| 3                            | Тайна шляпы с сюрпризом                            |
| Антон Иванов и Анна Устинова |                                                    |
| 1                            | Тайна старинного привидения                        |
| Ежи Брошкевич                |                                                    |
| 1                            | Тайна заброшенной часовни (Семь шагов до разгадки) |
| Валерий Роньшин              |                                                    |
| 1                            | Тайна зефира в шоколаде                            |
| 2                            | Тайна кремлёвского водопровода                     |
| 3                            | Тайна танцующей коровы                             |
| 4                            | Тайна одноглазой «Джоконды»                        |
| 5                            | Тайна прошлогоднего снега                          |
| Владимир Яцкевич             |                                                    |
| 1                            | Тайна птичьего рынка                               |